# Archboldargia scissorhandsi
Archboldargia scissorhandsi – gatunek ważki z rodziny pióronogowatych (Platycnemididae). Jest znany tylko z holotypu – samca odłowionego w 1999 roku w Górach Centralnych w indonezyjskiej części Nowej Gwinei.